# Інтер'єктивація
Інтер'єктивація (від лат. interjectio — вигук, вставка, проміжок) — перехід інших частин мови у вигуки, тобто набуття синтаксичних функцій і категоріального значення вигука (елемент думки).
Інтер'єктивуються:
- іменники: господи, горе, лихо, жах, матінко, нене, боже, леле. Н-д: Леле! Який світ прекрасний!
- дієслова: даруй, пробач, прощай, прошу, диви, подумаєш, буде, бувайте, нумо. Н-д: Прощавайте!
- займенники: себе, ей.
- лексикалізовані словосполучення: добридень, добраніч, спасибі. Н-д: Спасибі!